# Leptochiton tenuidontus
Leptochiton tenuidontus är en blötdjursart som beskrevs av Saito och Takashi A. Okutani 1990. Leptochiton tenuidontus ingår i släktet Leptochiton och familjen Leptochitonidae. Inga underarter finns listade i Catalogue of Life.